# Дюейн (Нью-Йорк)
Дюейн (англ. Duane) — місто (англ. town) в США, в окрузі Франклін штату Нью-Йорк. Населення — 180 осіб (2020).

### Клімат
| Клімат : Дюейн        | Клімат : Дюейн | Клімат : Дюейн | Клімат : Дюейн | Клімат : Дюейн | Клімат : Дюейн | Клімат : Дюейн | Клімат : Дюейн | Клімат : Дюейн | Клімат : Дюейн | Клімат : Дюейн | Клімат : Дюейн | Клімат : Дюейн | Клімат : Дюейн |
| Показник              | Січ.           | Лют.           | Бер.           | Квіт.          | Трав.          | Черв.          | Лип.           | Серп.          | Вер.           | Жовт.          | Лист.          | Груд.          | Рік            |
| Середній максимум, °C | −2,2           | −1,1           | 2,8            | 10,6           | 18,9           | 23,9           | 25,6           | 23,9           | 20,0           | 13,9           | 5,6            | −1,1           | 10,6           |
| Середній мінімум, °C  | −14,4          | −14,4          | −7,2           | 0,0            | 5,0            | 10,0           | 11,7           | 10,6           | 6,7            | 1,7            | −2,2           | −11,1          | 0,0            |
| Норма опадів, мм      | 66             | 61             | 71             | 81             | 91             | 97             | 104            | 109            | 97             | 91             | 91             | 81             | 1069           |
| --------------------- | -------------- | -------------- | -------------- | -------------- | -------------- | -------------- | -------------- | -------------- | -------------- | -------------- | -------------- | -------------- | -------------- |
| Джерело: Weatherbase  |                |                |                |                |                |                |                |                |                |                |                |                |                |

## Демографія
Згідно з переписом 2010 року, у місті мешкали 174 особи в 93 домогосподарствах у складі 53 родин. Було 208 помешкань
Расовий склад населення:
| - 99,4 % — білих |

До двох чи більше рас належало 0,0 %. Частка іспаномовних становила 1,1 % від усіх жителів.
За віковим діапазоном населення розподілялося таким чином: 8,0 % — особи молодші 18 років, 66,1 % — особи у віці 18—64 років, 25,9 % — особи у віці 65 років та старші. Медіана віку мешканця становила 53,7 року. На 100 осіб жіночої статі у місті припадало 123,1 чоловіків;  на 100 жінок у віці від 18 років та старших — 122,2 чоловіків також старших 18 років.
Середній дохід на одне домашнє господарство  становив 90 751 долар США (медіана — 61 250), а середній дохід на одну сім'ю — 114 437 доларів (медіана — 65 313). Медіана доходів становила 46 875 доларів для чоловіків та 26 250 доларів для жінок. За межею бідності перебувало 8,2 % осіб, у тому числі 0,0 % дітей у віці до 18 років та 3,6 % осіб у віці 65 років та старших.
Цивільне працевлаштоване населення становило 78 осіб. Основні галузі зайнятості: освіта, охорона здоров'я та соціальна допомога — 38,5 %, будівництво — 20,5 %, мистецтво, розваги та відпочинок — 14,1 %, транспорт — 7,7 %.